# Jakub Wolski
Jakub Tomasz Wolski (ur. 8 lutego 1950 w Warszawie) – polski dyplomata i urzędnik państwowy, w latach 2003–2005 wiceminister spraw zagranicznych, ambasador RP w Libii (2001–2003) i Danii (2005–2006).

## Życiorys
Ukończył studia na Wydziale Prawa i Administracji Uniwersytetu Warszawskiego (1972), a w 1983 studia podyplomowe z dziedziny prawa międzynarodowego publicznego. Od 1972 zawodowo związany z Ministerstwem Spraw Zagranicznych. Do 1978 pracował w Departamencie Prawno-Traktatowym, następnie do 1982 zajmował stanowisko attaché konsularnego w Konsulacie Generalnym w Nowym Jorku. Od 1982 do 1986 ponownie w Departamencie Prawno-Traktatowym, gdzie doszedł do stanowiska radcy ministra. W latach 1986–1991 przebywał w Ambasadzie PRL/RP w Bagdadzie kolejno jako II i I sekretarz. Po powrocie z placówki w latach 1991–1994 pełnił funkcję doradcy ministra, a później wicedyrektora w Departamencie Prawno-Traktatowym. Od 1993 do 1994 członek misji OBWE w Rydze, następnie do 1999 radca ds. politycznych w Ambasadzie RP w Waszyngtonie. W latach 1999–2001 pracował jako starszy radca ministra w Departamencie Traktatowym MSZ.
Od września 2001 do listopada 2003 ambasador RP w Libii. Opuścił placówkę w związku z nominacją na podsekretarza stanu w Ministerstwie Spraw Zagranicznych. Stanowisko to zajmował do października 2005. W lipcu 2005 powołany na ambasadora RP w Danii. Odwołano go z urzędu z dniem 1 kwietnia 2006. W 2016 przeszedł na emeryturę. W 2003 przyznał, że był tajnym współpracownikiem służb specjalnych PRL.
Autor parodii, pastiszów (Nasze wiosny, nasze lata, Księga kotów polskich) oraz wierszy dla dzieci (Bajki dla Zuzi i Gajki).
Posługuje się językiem angielskim i rosyjskim. Żonaty, ojciec dwójki dzieci.

## Odznaczenia
- Brązowy, Srebrny i Złoty Medal „Za zasługi dla obronności kraju”[2]
- Komandor Orderu Trzech Gwiazd (2005, Łotwa)[7]

## Publikacje
- Jakub T. Wolski, Bajki dla Zuzi i Gajki, Barbara Kaźmierczak (ilustr.), Warszawa-Rzeszów: PBE Pracownia Projektowa, 2009, s. 32, ISBN 978-83-929291-0-9.
- Jakub T. Wolski, Księga kotów polskich, Bohdan Butenko (ilustr.), Warszawa: Oficyna Wydawnicza Łośgraf, 2009, s. 37, ISBN 83-87572-55-1.
- Jakub T. Wolski, Dyplomatyczny cicer cum caule, Warszawa: Wydawnictwo Iskry, 2019, s. 261, ISBN 978-83-244-1029-3.